# Eleutherodactylus grahami
Eleutherodactylus grahami é uma espécie de anfíbio  da família Eleutherodactylidae.	
É endémica do Haiti.	
Os seus habitats naturais são: florestas secas tropicais ou subtropicais , matagal húmido tropical ou subtropical e áreas rochosas.
Está ameaçada por perda de habitat.